# كاسومي أيرومورا
كاسومي أيرومورا (باليابانية: 有村 架純) (بالروماجي: Arimura Kasumi) هي ممثلة وتارينتو يابانية، ولدت في 14 فبراير 1993، عرفت بدور الشابة هاروكو أمانو في أماتشان ودورها الرئيسي في حافة ستروب ‏ والألوان الطائرة ‏.

## أعمال

### مسلسلات
- موزو الموسم الأول بدور ناكاجيما ايمي.
- حب يجعلك تبكي بدور سوغيهارا اوتو.

## روابط خارجية
- كاسومي أيرومورا على موقع IMDb (الإنجليزية)
- كاسومي أيرومورا على موقع ميتاكريتيك (الإنجليزية)
- كاسومي أيرومورا على موقع روتن توميتوز (الإنجليزية)
- كاسومي أيرومورا على موقع قاعدة بيانات الأفلام العربية
- كاسومي أيرومورا على موقع ألو سيني (الفرنسية)
- كاسومي أيرومورا على موقع ميوزك برينز (الإنجليزية)
- كاسومي أيرومورا على موقع قاعدة بيانات الفيلم (الإنجليزية)
- كاسومي أيرومورا على موقع ليتربوكسد (الإنجليزية)
- كاسومي أيرومورا على موقع كينوبويسك (الروسية)